# 迪寇因 (亞伯達)
迪寇因（法文：Decoigne）是一個位於加拿大亞伯達省亞伯達洛磯大區賈斯珀市西側的地方地區（locality）。迪寇因位於加拿大橫貫公路國道16號旁，傍米特河（Miette River）畔。迪寇因西鄰亞伯達省和英屬哥倫比亞省邊境波爾托湖休息區與羅布森山省立公園，東鄰蓋基進入賈斯珀國家公園。
此地命名來自毛皮商人法蘭西斯·迪寇因（François Decoigne）。

## 資料來源
1. ↑  . 地理名稱數據庫. 加拿大自然資源部.（英文）
2. ↑  . Ottawa: Geographic Board of Canada. 1928: 41  [2021-11-26]. （原始内容存档于2021-11-26）.

52°53′02″N 118°22′16″W / 52.884°N 118.371°W